# Abraham Morewski

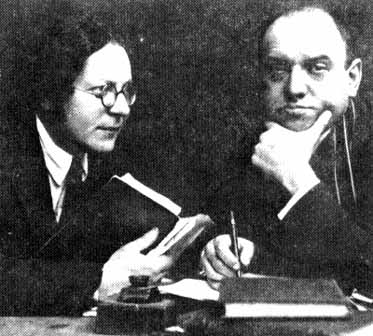
Alter Kacyzne und Avrom Morevski (re.) in den 1930er Jahren

Abraham Morewski bzw. auch Avrom Morewski (geboren 18. März 1886 in Wilna, Russisches Kaiserreich; gestorben 3. Oktober 1964 in Warschau) war ein polnischer Schauspieler, Regisseur, Schriftsteller, Übersetzer jüdischer Herkunft.

## Leben

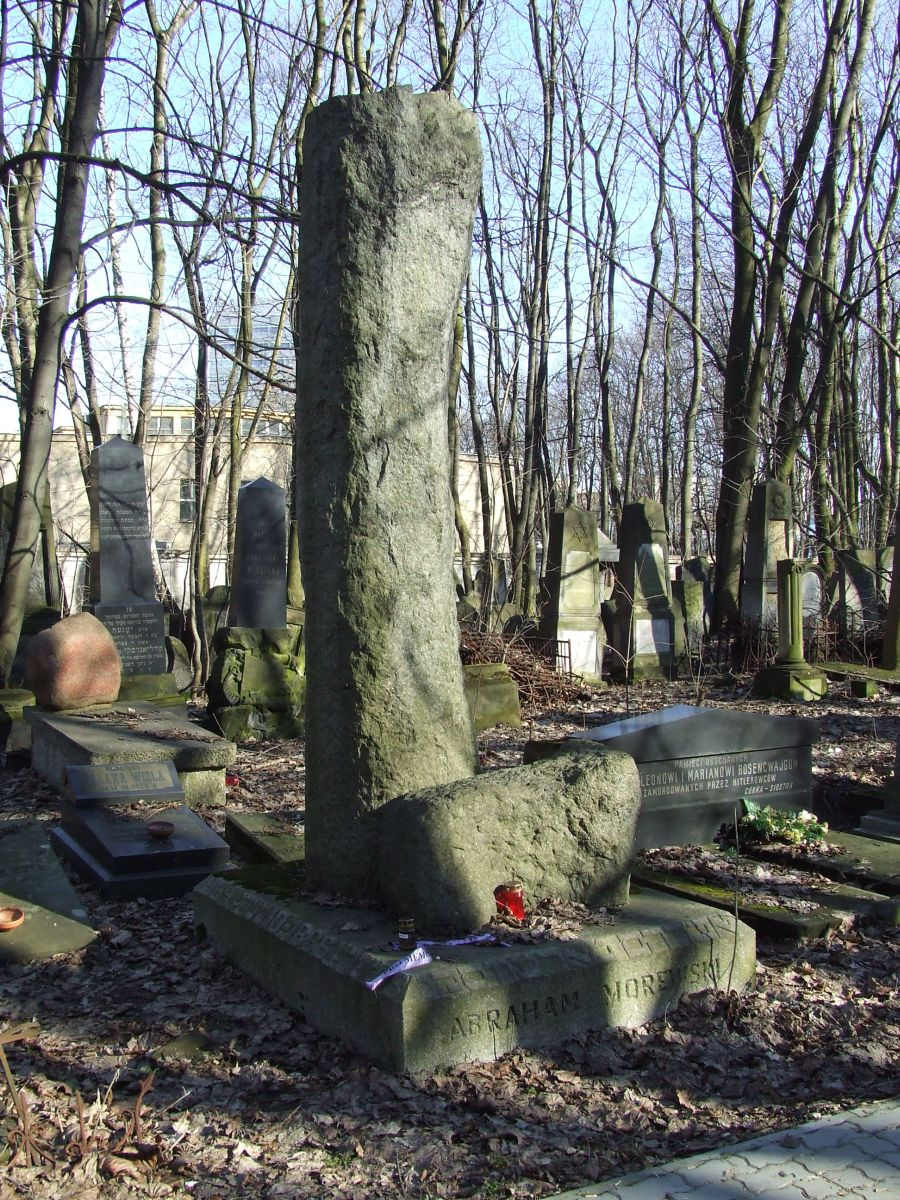
Das Grab Morewskis in Warschau

Morewski wurde in Wilna als Sohn Benjamin Menakieras geboren. Er absolvierte die Alexei-Sergejewitsch-Suworin-Schauspielschule.
Seine Schauspielkarriere begann er in verschiedenen Theatern in Russland, so auch in St. Petersburg. 1917 veröffentlichte er eine Studie über Shylock und Shakespeare. Im Jahre 1918 kehrte er nach Wilna zurück, wo er an örtlichen jüdischen Theatern spielte. Er wurde Mitglied der Wilnaer Truppe, mit der er 1922 zu einem Gastspiel in Wien war und bei Perez Hirschbeins Stück Die puste krejtschme Regie führte. In der Zwischenkriegszeit spielte er in Warschauer Theatern und in deutschen Kinofilmen.
Im Jahr 1937 spielte er im Film Der Dybbuk den Zaddik Asriel und sammelte positive Kritiken. Während des Zweiten Weltkriegs floh er in die Sowjetunion und lebte in den zentralasiatischen Republiken.
1956 kehrte er nach Polen zurück und ließ sich in Warschau nieder. Im gleichen Jahr beteiligte er sich am Staatlichen Jüdischen Theater. Er veröffentlichte eine vierbändige Abhandlung.
Er wurde mit dem Orden der Wiedergeburt Polens ausgezeichnet. Morewski war zweimal verheiratet. Seine erste Frau hieß Anna, die zweite war die Warschauer Pianistin Maria Lengner (1899–1968).
Beigesetzt wurde Morewski auf dem Jüdischen Friedhof an der Okopowa-Straße in Warschau. Sein Grabstein wurde von dem Künstler Stanisław Kulon gestaltet.

## Schriften
- Ahin un aher. 1963
- „Rollen“ und „Regie“ in An-skys „Dybuk“, in Das Zelt. Jüdische illustrierte Monatsschrift, 1 (1924), H. 5, S. 183–186

## Filmografie
In den deutschen Filmen spielt er als Avrom Morewski.
- 1923: Das alte Gesetz
- 1925: Der Turm des Schweigens
- 1936: Al Khet (polnisch: Za grzechy)
- 1937: Der Dybbuk (Der Dibbuk)